# Carl Erik Stierneld
Carl Erik Stierneld, född 18 mars 1714, död i november 1741, var en svensk fortifikationslöjtnant, kapten i fransk tjänst och tecknare.
Han var son till kaptenen och lagmannen Lars Stierneld och Catharina Åkerhielm. Stierneld blev konduktör vid fortifikationen 1735 och löjtnant 1741 och nådde i fransk tjänst graden kapten. Han var under en period adjutant hos greve Moritz av Sachsen. Han bevistade 1734 Danzigs belägring och reste därifrån tillsammans med kung Stanislaus till Frankrike där han som fortifikationsofficer deltog i de franska arméns fälttågen 1734, 1735 och 1741. Det råder oklara och motstridiga uppgifter om hans död en källa anger att han avled i en duell med en svensk officer i fransk tjänst en annan att han blev skjuten till döds i Prag 26 november 1741 medan fortifikationens rullor anger att han avled i november på sjön mellan Stralsund och Sverige när han var på väg till en tjänst i ryska kriget. Hans konst består huvudsakligen av militära teckningar.  